# Gyula Pártos
Dans le nom hongrois Pártos Gyula, le nom de famille précède le prénom, mais cet article utilise l’ordre habituel en français Gyula Pártos, où le prénom précède le nom.
Gyula Pártos, né Gyula Puntzman le 17 août 1845 à Apatin et mort le 22 décembre 1916 à Budapest, est un architecte hongrois. Avec Ödön Lechner, il fait partie des pionniers du style Sécession hongroise au tournant des XIXe et XXe siècles.

## Biographie
Gyula Pártos a suivi les cours d'Antal Szkalnitzky et il a obtenu son diplôme d'architecte à Berlin en 1870. Il a ensuite travaillé en collaboration avec Ödön Lechner jusqu'en 1896, après la réalisation du Musée des Arts décoratifs de Budapest.
Travaillant en indépendant, il a reçu des commandes dans la capitale hongroise, mais aussi à Győr et à Cegléd. Certaines de ses réalisations s’inscrivent dans la lignée du style Art nouveau de Lechner, d'autres se rapprochent davantage de l'historicisme.

## Réalisations
- 1882 : Hôtel de ville de Szeged, en collaboration avec Ödön Lechner ;
- 1882-1884 : Immeuble des retraités des chemins de fer hongrois (MÁV Nyugdíjintézet bérháza), à Budapest, avec Ödön Lechner ;
- 1885-1886 : Hôtel de ville de Zrenjanin, aujourd'hui en Serbie, avec Ödön Lechner ;
- 1890 : Lycée de Sremski Karlovci, aujourd'hui en Serbie ;
- 1893 : Hôtel de ville de Kecskemét, avec Ödön Lechner ;
- 1900 : École royale hongroise de mécanique et d'horlogerie, Budapest ;
- 1905 : Hôtel Fekete Sas (« l'Aigle noir »), à Hódmezővásárhely

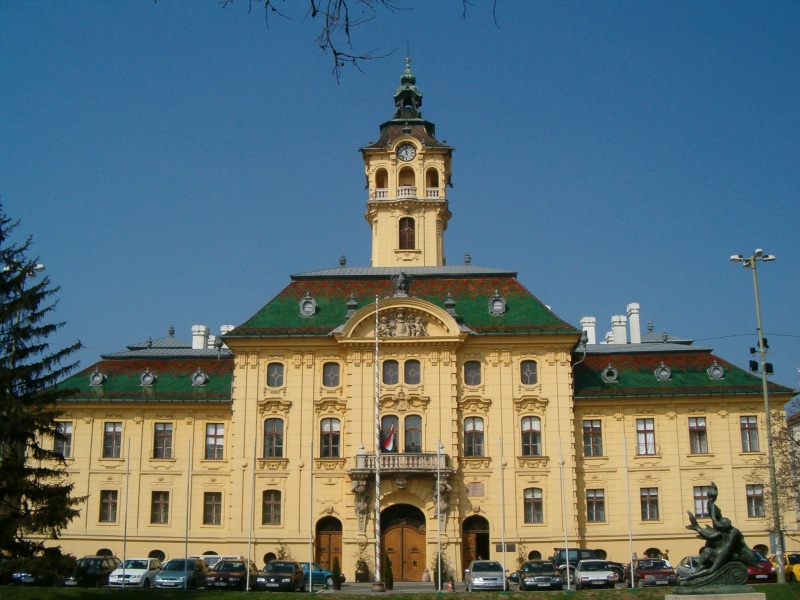
L'Hôtel de ville de Szeged
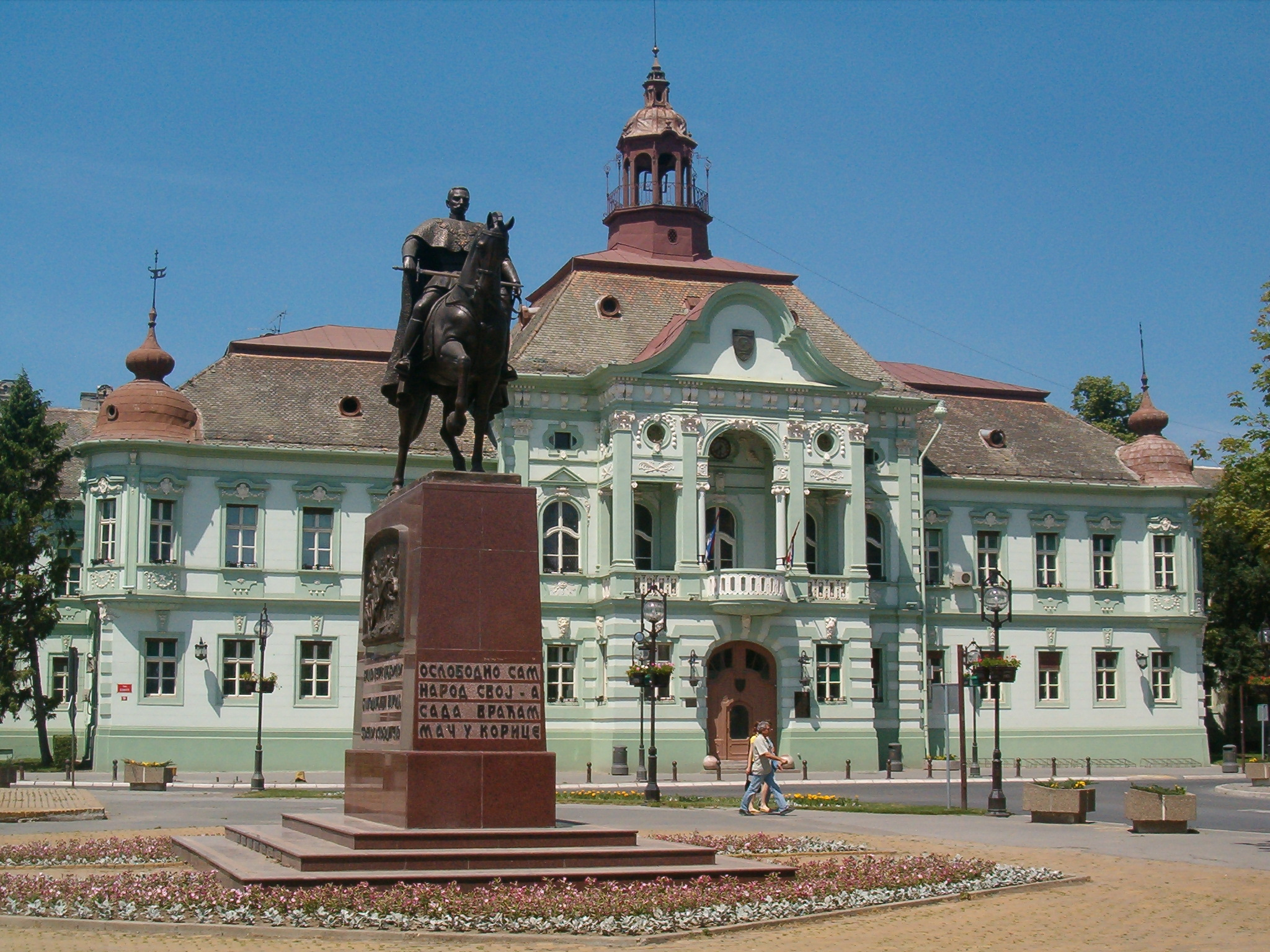
L'Hôtel de ville de Zrenjanin
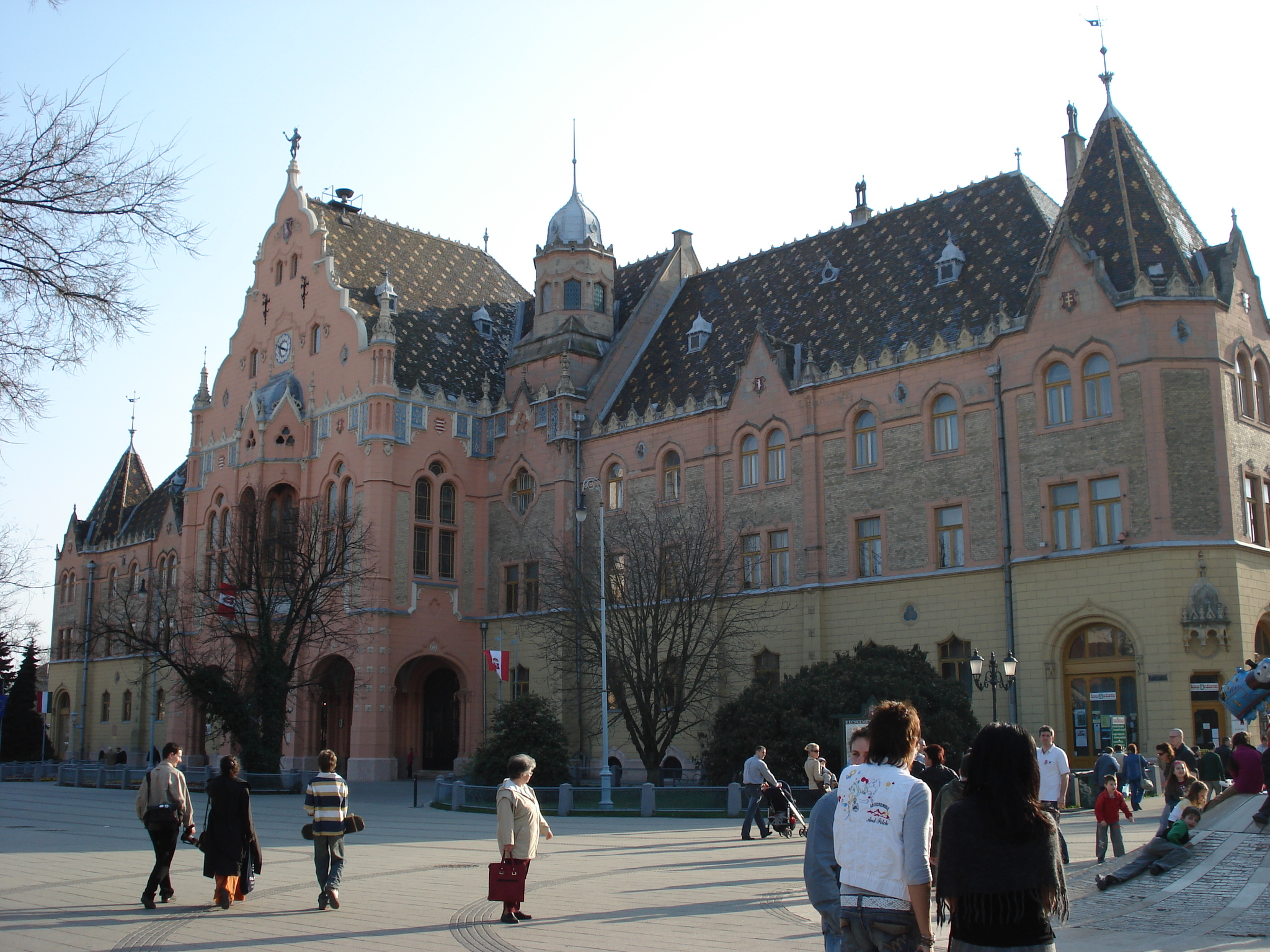
L'Hôtel de ville de Kecskemét
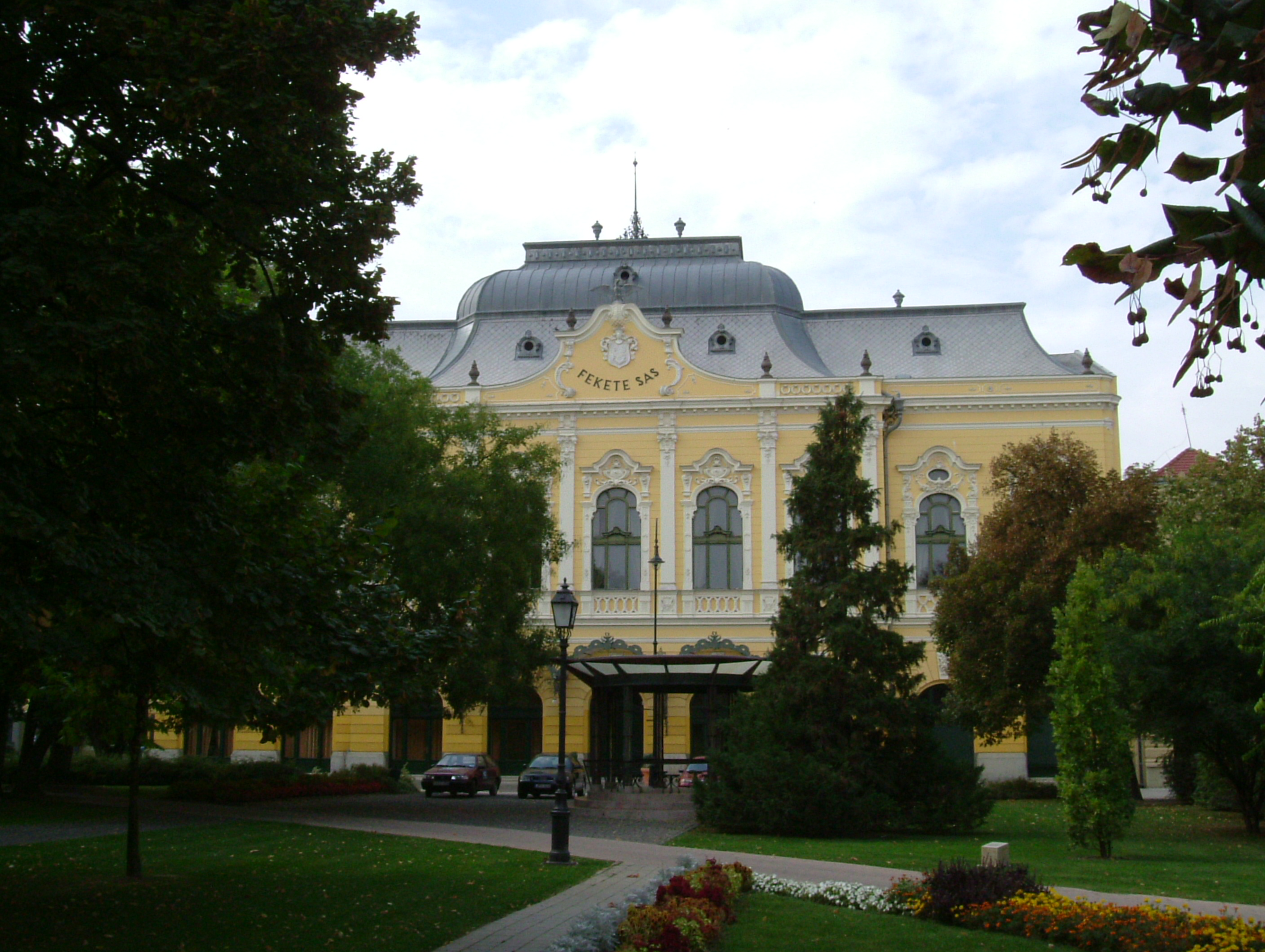
L'Hôtel Fekete Sas (« l'Aigle noir »), à Hódmezővásárhely